# Journal for Plague Lovers
Journal for Plague Lovers es el noveno álbum de estudio de la banda de rock galesa Manic Street Preachers, publicado el 18 de mayo de 2009. El álbum presenta en su totalidad letras escritas por el guitarrista Richey Edwards, quien desapareció misteriosamente en 1995.

## Lista de canciones
Todas las letras escritas por Richey Edwards, toda la música compuesta por Manic Street Preachers (James Dean Bradfield, Sean Moore, Nicky Wire). Todas las letras escritas por Richey Edwards. 
| N.º | Título                                     | Duración |  |
| 1.  | «Peeled Apples»                            | 3:33     |  |
| 2.  | «Jackie Collins Existential Question Time» | 2:24     |  |
| 3.  | «Me and Stephen Hawking»                   | 2:46     |  |
| 4.  | «This Joke Sport Severed»                  | 3:04     |  |
| 5.  | «Journal for Plague Lovers»                | 3:45     |  |
| 6.  | «She Bathed Herself in a Bath of Bleach»   | 2:18     |  |
| 7.  | «Facing Page: Top Left»                    | 2:40     |  |
| 8.  | «Marlon J.D.»                              | 2:50     |  |
| 9.  | «Doors Closing Slowly»                     | 2:52     |  |
| 10. | «All Is Vanity»                            | 3:35     |  |
| 11. | «Pretension/Repulsion»                     | 2:05     |  |
| 12. | «Virginia State Epileptic Colony»          | 3:25     |  |
| 13. | «William's Last Words»                     | 10:48    |  |

## Créditos
- James Dean Bradfield – voz, guitarras
- Sean Moore – batería
- Nicky Wire – bajo, voz en "William's Last Words"